# Keynsham
Keynsham es una ciudad situada en Somerset, en Inglaterra. Localizado entre Bath y  Bristol, tenía una población de 15.533 habitantes en el momento del censo de 2001, mientras que en 2021 la población ascendía a 19.603 habitantes.
Aparece en el Domesday Book bajo el nombre de Cainesham, que se cree que significa el hogar de San Keyne. El emplazamiento de la ciudad ha estado ocupado desde tiempos prehistóricos y podría haber sido el lugar del asentamiento romano de Trajectus. Se han excavado los restos de al menos dos villas romanas y se han detectado otros 15 edificios romanos bajo los Keynsham Hams. Keynsham se convirtió en una ciudad comercial medieval tras la fundación de la abadía de Keynsham alrededor de 1170. Al estar situada en la confluencia de los ríos Chew y Avon, sufrió graves inundaciones hasta que en 1727 se creó el embalse del Valle Chew y se controlaron los niveles del río con la esclusa de Keynsham. La inundación de Chew Stoke de 1968 inundó gran parte de la ciudad. Albergaba la fábrica de chocolate Somerdale Cadbury, que abrió sus puertas en 1935 y se convirtió en una de las principales fuentes de empleo de la ciudad.

Alberga el Parque Memorial, que se utiliza para el festival anual de la ciudad, y varias reservas naturales. La ciudad cuenta con la estación de tren de Keynsham, sita en las rutas principales Londres-Bristol y Bristol-Southampton, y está cerca de la carretera A4, que la circunvaló en 1964. Cuenta con escuelas y asociaciones locales religiosas, deportivas y culturales.
- Datos: Q691761
- Multimedia: Keynsham / Q691761